# Neandertalweg

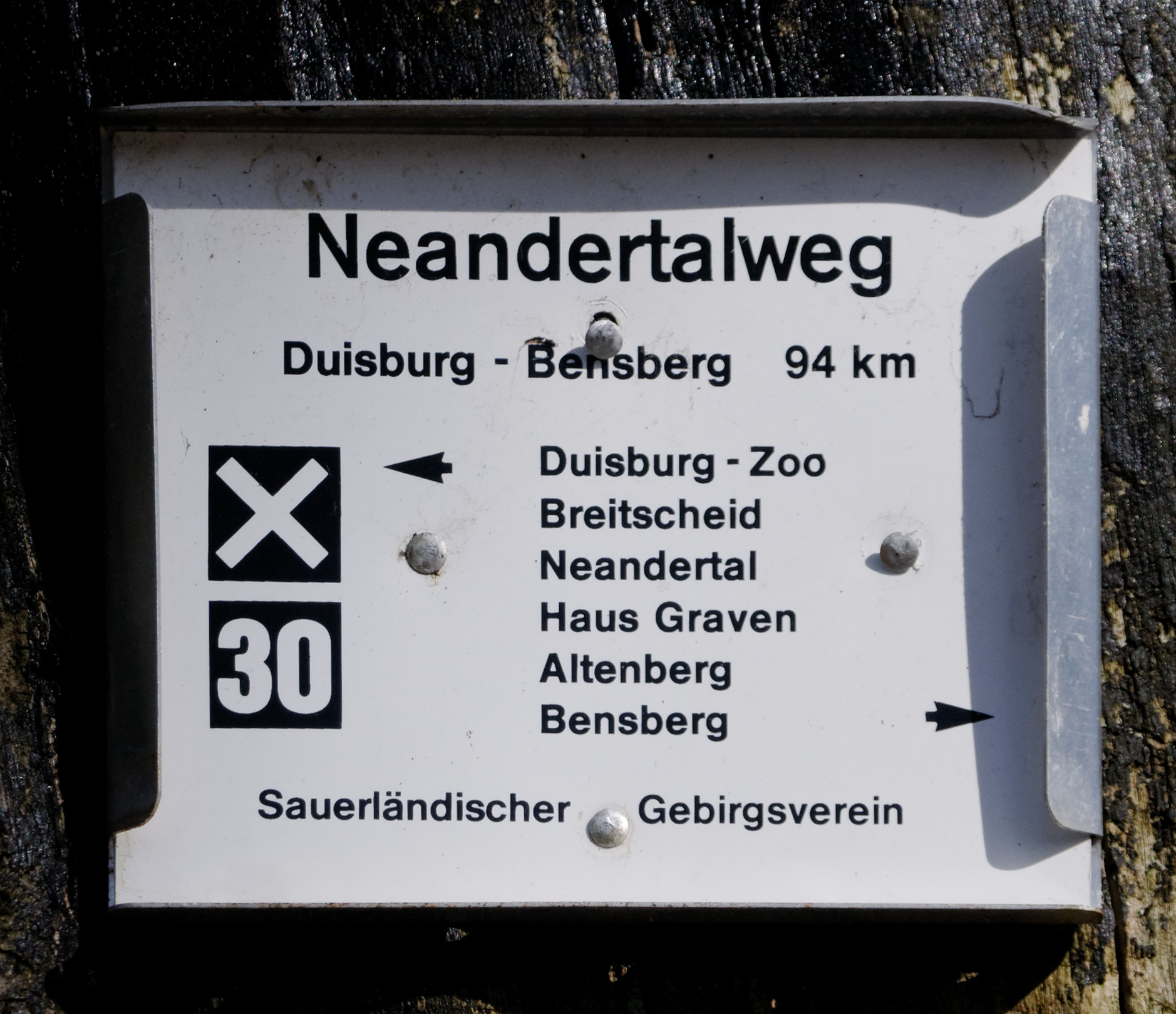
Beschilderung Neandertalweg

Der Neandertalweg ist ein 94 Kilometer langer Wanderweg des Sauerländischen Gebirgsvereins (SGV).
Er führt vom Duisburger Zoo über das Neandertal, Leichlingen (Rheinland) und Altenberg nach Bensberg. Der Wanderweg erstreckt sich durch das nach dem Kirchenliederdichter Joachim Neander benannte Tal, wo Knochenreste des Neandertalers gefunden wurden.
Der Wanderweg fällt in die Kategorie der Hauptwanderstrecken des SGV und besitzt wie alle anderen Hauptwanderstrecken als Wegzeichen das weiße Andreaskreuz X, an Kreuzungspunkten um die Zahl 30 erweitert.